# Zénith de Toulouse Métropole
Le Zénith de Toulouse Métropole est une salle de spectacle située 11, avenue Raymond-Badiou, dans le quartier du TOEC à Toulouse, à proximité de l'A620 E09. Elle est desservie par le périphérique (sortie 29) et les transports en commun, à proximité de la station de métro Arènes (Ligne A et de nombreuses lignes de bus), Cartoucherie (Ligne 45) et par les lignes T1 et T2 du tramway à l'arrêt Zenith. Son accès est facilité par un parc de stationnement de 3 000 places (le plus grand de Toulouse), organisé autour d’allées paysagères concentriques.
Achevé et inauguré le 17 avril 1999, il a été pendant près de neuf ans le Zénith le plus grand de France avec une capacité d’accueil de 9 000 spectateurs, jusqu'à l'inauguration le 3 janvier 2008 du Zénith de Strasbourg, qui le détrône avec une capacité de 12 000 places. Cette salle polyvalente est modulable et peut s’adapter à tout effectif de public, à partir de 2 000 personnes. Les adaptations sont effectuées par la manipulation de rideaux mobiles en constituant des jauges différentes.
Jean-Pierre Mader a été le directeur artistique de la soirée d'inauguration en mettant en scène et en son, plus de vingt artistes de la ville rose.
L’acteur et chanteur Ticky Holgado était le maître de cérémonie de la soirée au cours de laquelle se sont produits les Chevaliers du fiel, Pauline Ester, Bernardo Sandoval et l’Orchestre de chambre national de Toulouse, dirigé par Alain Moglia. Au cours de cette soirée ont également participé les figures musicales de la ville rose comme Claude Nougaro, Pierre Groscolas, Jean-Pierre Mader, Art Mengo ou les groupes Gold et Images.
En conflit alors avec la municipalité de Toulouse, le groupe Zebda refusa l'invitation.
En 2014, un ajout de 2 000 places permet à la salle de devenir le deuxième plus grand Zénith de France en termes de capacité avec 11 000 places. Le 23 et 24 octobre, Stromae inaugure cette "nouvelle" salle en affichant complet pour les deux dates.

## Accès
L'accès au zénith de Toulouse Métropole peut se faire par le tramway dont l'usage est recommandé ou bien par véhicule motorisé. Cette dernière possibilité n'est pas recommandée par les autorités en raison des embouteillages d'une distance de 1,5 kilomètre qu'elle peut engendrer.

## Construction
Il a été construit par les architectes André et Serge Gresy qui avaient fait et participé aux plans du Palais Nikaia à Nice, du Zénith des Volcans d'Auvergne et de la Grande Halle d'Auvergne.
Le Zénith de Toulouse a été réalisé par la SOTEC Ingénierie.
L’ouvrage, entièrement modélisé sous le logiciel EIFFEL, est constitué de six piles en béton armé d'une hauteur de 18 mètres qui supportent une charpente métallique tridimensionnelle avec des poutres de 90 mètres de portée. Sa construction coûta 14 913 490 € HT auxquels il faut rajouter 3 080 951 € HT à la suite des dégâts causés par la catastrophe de l'usine AZF.

## Présentation générale
Le Zénith peut accueillir les spectacles les plus divers tels que de variété, de rock, jazz, danse, cirque, comédie musicale, spectacle sur glace, sport, tennis, équitation, trial, patinage de compétition, et de grandes manifestations. La scène peut, à la demande, s’adapter à des positions multiples allant jusqu’à 600 m2.
La salle de spectacle est en mesure d’offrir des gradins fixes de 1 500 à 5 000 spectateurs, des gradins amovibles et des sièges de 800 à 1 900 spectateurs avec un espace debout de 2 000 à 4 000 personnes pour les spectacles de grande variété.
Le Zénith comprend 6 832 m2 d’espaces publics, 2 341 m2 d’espaces spectacles, 1 437 m2 d’espaces techniques et administratifs, un parvis de 3 000 m2, 4 508 m2 d’espaces de manœuvre et possède un vaste hall déambulatoire dans lequel on peut trouver des bars et des boutiques.
Le Zénith de Toulouse offre toutes les commodités possibles pour permettre au public handicapé, aux femmes enceintes ou aux personnes à capacité réduite, d'accéder dans les meilleures conditions à la salle polyvalente.
- Un parking avec 28 emplacements pour handicapés positionnés au plus proche du parvis du Hall d’entrée :
- Une file prioritaire d'accès située à gauche, lorsque l’on est face au Hall d’entrée du Zénith
- Deux plates-formes de 12 places chacune réservées aux fauteuils handicapés et leurs accompagnateurs.
- Le Zénith de Toulouse apparait brièvement sur le clip "the resistance" du groupe Anglais Muse. On l'aperçoit de la 8e à la 12e seconde et on le revoit de la 19e à la 22e seconde. voir ici :

## Gestion
De 2007 à 2017, l'exploitant est la Société mixte des spectacles de Toulouse.
En 2017, Toulouse Métropole a choisi un nouvel exploitant, Colling & Cie du nom de Daniel Colling qui gère également les zénith de Nantes et de Paris. Le nouvel exploitant cherche à attirer dans le quartier 490 000 spectateurs par an d’ici dix ans. La société versera 6,7 millions d’euros de redevance.

## Fréquentation
| Année | Fréquentation |
| ----- | ------------- |
| 1999  | -             |
| 2000  | -             |
| 2001  | -             |
| 2002  | -             |
| 2003  | -             |
| 2004  | 387 000       |
| 2005  | -             |
| 2006  | -             |
| 2007  | -             |
| 2008  | -             |
| 2009  | -             |
| 2010  | -             |
| 2011  | -             |
| 2012  | -             |
| 2013  | -             |
| 2014  | -             |
| 2015  | -             |
| 2016  | -             |
| 2017  | -             |
| 2018  | -             |
| 2019  | -             |
| 2020  | -             |
| 2021  | -             |
| 2022  | -             |